# Oskar Liedke
Oskar Liedke (ur. 3 lutego 1908, zm. 3 stycznia 1971) – polski lekkoatleta, specjalizujący się w biegach sprinterskich.

## Osiągnięcia
- Mistrzostwa Polski seniorów w lekkoatletyce (1 medal)[2]
  - Poznań 1934 – brązowy medal w biegu na 200 m